# Sousveillance

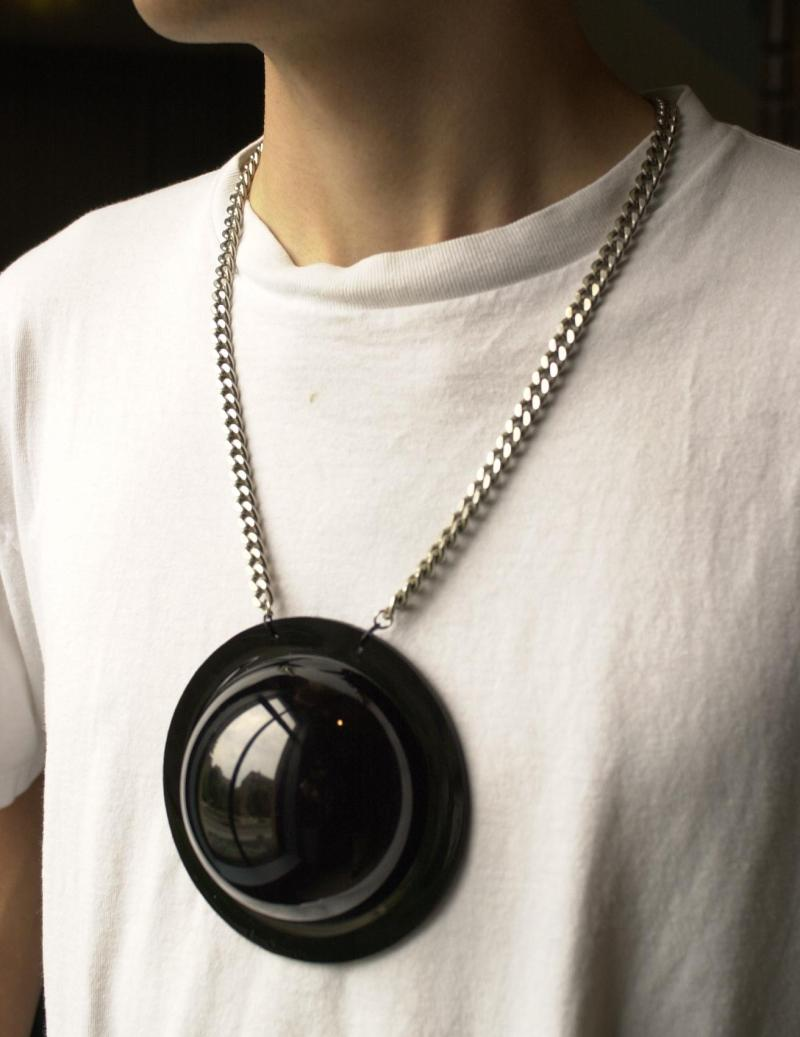
Diese um den menschlichen Körper umgehängte Webcam mit drahtloser Datenübertragung nimmt visuell die Umgebung auf.

Sousveillance [suveˈjɑ̃s] (franz. „Unterwachung“) bezeichnet die Umkehr des gewohnten Überwachungsweges. Während normalerweise staatliche oder anderweitig privilegierte Institutionen Personen ohne Sonderrechte überwachen, sind es bei Sousveillance die Überwachten, die höhergestellte Einrichtungen beobachten.
Konzept und Begriff wurden von dem US-amerikanischen Professor Steve Mann als „watchful vigilance from underneath“ (engl. „aufmerksame Wachsamkeit von unten“) geprägt. Mann forscht auf den Gebieten Wearable Computing und erweiterte Realität und hat mit Geräten wie dem EyeTap technische Hilfsmittel entwickelt, mit dem Normalbürger ohne Umstände dauerhaft Bilder ihrer Umgebung aufzeichnen können.
Er formte das Konzept der Sousveillance als Kritik an Vorstößen der Politik in Richtung Überwachungsstaat. Mann, der sich als erster menschlicher Cyborg empfindet und seine technischen Hilfsmittel als Körperteile betrachtet, demonstrierte in der Vergangenheit Verwendern von Überwachungskameras wiederholt, wie unangenehm es sich anfühlt, wenn alle eigenen Handlungen von anderen aufgezeichnet werden.
Den allgegenwärtigen Kameras in Gebäuden und auf öffentlichen Plätzen (CCTV) als Form der Überwachung lässt sich die „Unterwachung“ gegenüberstellen durch ebenfalls allgegenwärtige mobile Kameras in Smartphones, auf Sporthelmen oder in Kraftfahrzeugen (Dashcam).